# Spirito Santo (Nápoly)
A Spirito Santo Nápoly egyik bazilikája.

## Története
A templomot 1562-ben építették, majd 1572 és 1576 között bővítették ki Cafaro Pignaloso és Giovanni Vincenzo Della Monica tervei alapján. A templomot a 17. század elején is átépítették, ekkor Simone Moccia felügyelete alatt. 1748-ban Nicola Tagliacozzi Canale tervei alapján elkészült a sekrestye, majd 1754-ben Luigi Vanvitelli négy lehetséges homlokzati terv közül Mario Gioffredóét választotta. A homlokzat átalakítására 1758 és 1775 között került sor.

## Leírása
A templomot Mario Gioffredo építette át neoklasszicista stílusban. Belső díszítései Fedele Fischetti, Francesco de Mura valamint Fabrizio Santafede alkotásai.